# Watson Lake
Watson Lake è un comune dello Yukon, in Canada, situato al miglio 635 dell'Alaska Highway, vicino al confine con la Columbia Britannica. Ha una popolazione di 790 abitanti nel 2016.

## Galleria d'immagini

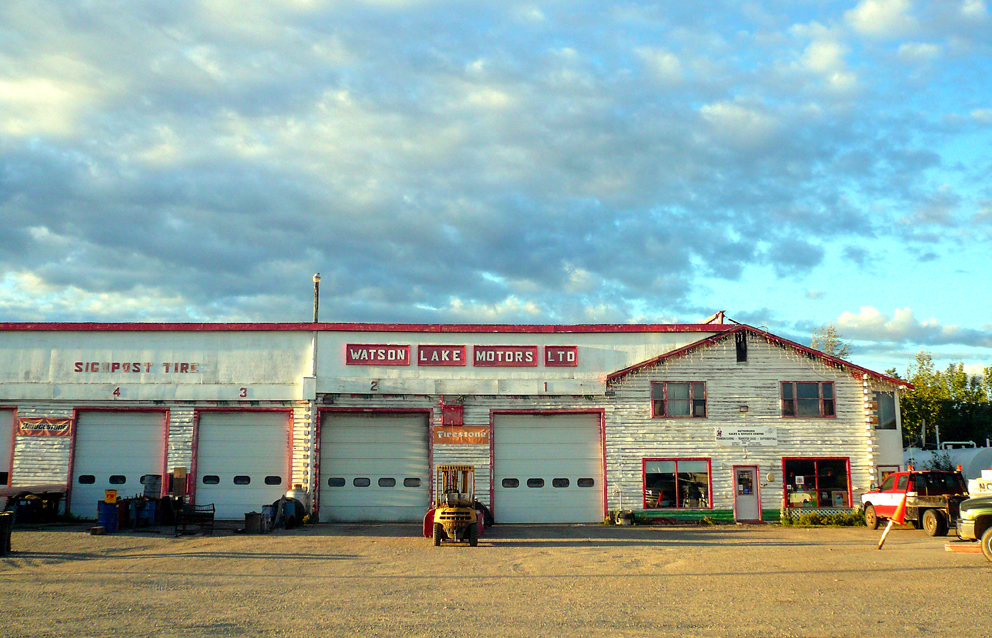
Watson Lake Motors
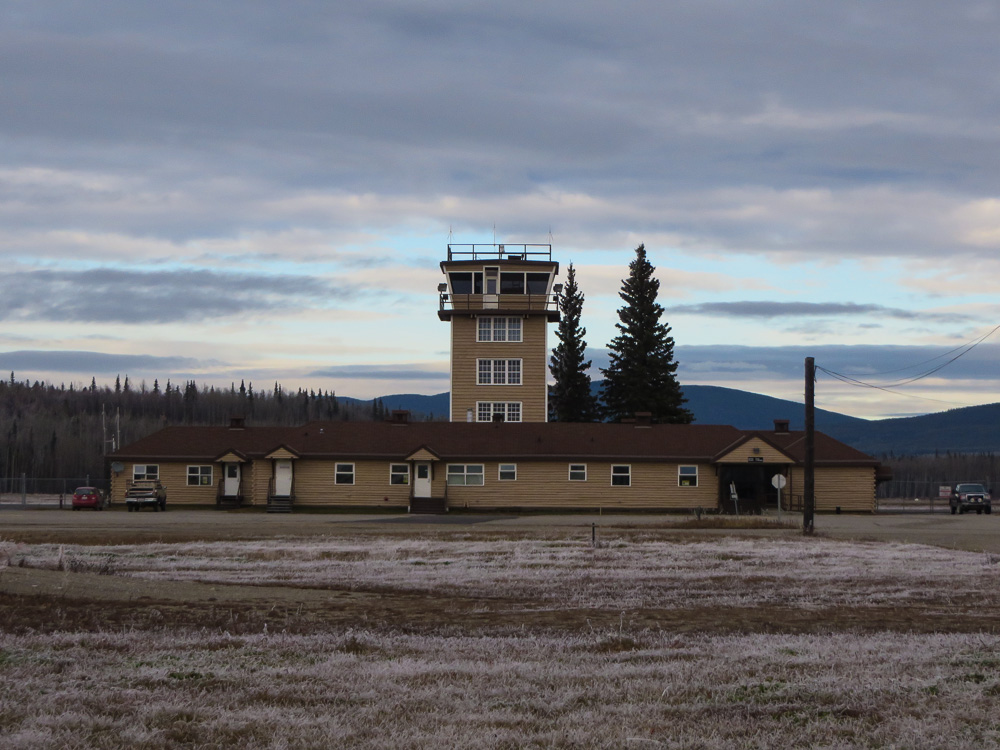
Terminal dell'aeroporto